# Glycera decipiens
Glycera decipiens är en ringmaskart som beskrevs av Marenzeller 1879. Glycera decipiens ingår i släktet Glycera och familjen Glyceridae. Inga underarter finns listade i Catalogue of Life.